# Інволюція (математика)

Інволюційна функція застосована двічі повертає нас в початкову точку.

Інволюція (інволюційна функція) — в математиці, це функція, що є оберненою сама до себе.
Формально, це бієктивне відображення {\displaystyle f:X\mapsto X,} що має властивість
{\displaystyle f(f(x))=x,\quad \forall x\in X.}

## Властивості
- {\displaystyle \forall x:\qquad f^{-1}(x)=f(x).}
- {\displaystyle \forall x,\exists y:\ f(x)=y,\ f(y)=x.}

## Перестановки
Перестановка {\displaystyle \ \tau } є інволюцією, якщо {\displaystyle \tau \circ \tau =id}. Кожна інволюція є добутком транспозицій. Наприклад:
{\displaystyle {\begin{pmatrix}1&2&3&4&5&6&7&8\\5&7&4&3&1&8&2&6\end{pmatrix}}=(1,5)(2,7)(3,4)(6,8)}

## Інволюція в Евклідовій геометрії
- Інволюціями є всі симетрії (центральна, осьова) а також інверсія відносно кола.

## Інволюція в лінійній алгебрі
В лінійній алгебрі інволюція — це лінійний оператор {\displaystyle \ T}, що має властивість {\displaystyle \ T^{2}=I.}
Інволюція пов'язана з ідемпотентними операціями:
- Якщо {\displaystyle \ a} — ідемпотент, то {\displaystyle \ \pm (1-2a)} є інволюціями.

- Якщо {\displaystyle \ b} — інволюція, тоді {\displaystyle {\frac {1-b}{2}}} та {\displaystyle {\frac {1+b}{2}}} є ортогональними ідемпотентами.